# La Compagnia della Selva Bella
La Compagnia della Selva Bella è un romanzo di Giuseppe Pederiali del 1983. Costituisce la terza parte di un'ideale trilogia fantastica, dopo Le città del diluvio e Il tesoro del Bigatto.

## Trama
Il romanzo è ambientato attorno alla metà del XIII secolo. 
Nella Selva Bella, una grande foresta che all'epoca si estendeva tra le cittadine di Camposanto e Finale Emilia, vive un gruppo di bizzarri individui, che all'occorrenza si comportano da contadini, saltimbanchi o briganti. I membri di questa compagnia sono Sandrone con la moglie Pulonia, Butafogh, la misteriosa donna Amsora, la giovane Falistra, il mago bambino Stupai e il mago e inventore Paparocia.
Un giorno, sul limitare della foresta, Sandrone e Butafogh s'imbattono in una pattuglia di truppe imperiali; questi ultimi, notando che Butafogh assomiglia come una goccia d'acqua a re Enzo di Sardegna, lo assoldano come sosia del re; ma l'esercito imperiale è sconfitto nella battaglia di Fossalta ed Enzo è tratto in prigionia a Bologna.
Sandrone e Butafogh, ritornando verso la selva in compagnia del capitano modenese sbandato Nero Neri, incontrano poi tra cavalieri siciliani - l'arabo Ibn-el-Gwasi e i due normanni Rainulf e Markward con la missione di liberare re Enzo. Anche Butafogh si assume tale incombenza per proprio conto, aiutato in ciò dal folletto Squaquarela e dalle invenzioni di Paparocia, e potrebbe riuscire nell'impresa, sennonché il re di Sardegna non disdegni affatto la propria dorata prigionia. Avviene quindi un nuovo incontro di Butafogh con Ibn-el-Gwasi, che ha ripreso il suo precedente mestiere di puparo e che porta con sé un rospo che sostiene essere l'imperatore Federico II di Svevia, il quale sarebbe anche il vero padre di Butafogh.
Nei paesi attorno alla Selva Bella scoppia un'epidemia che fa sì che Amsora riveli la sua vera natura: essa è in realtà uno spirito maligno che perseguita la casata di Hohenstaufen da generazioni. Sandrone tuttavia riesce a beffarla con uno stratagemma e ad allontanare la minaccia che essa rappresenta anche per Butafogh, dati i suoi natali. 
La compagnia rimane così a vivere nella Selva Bella e può festeggiare la nascita del figlio di Butafogh e Falistra.

## Opere correlate
Vengono citati molti personaggi dei precedenti romanzi, come Atanarico e Vitige. Verso la fine del romanzo, inoltre, i protagonisti devono raggiungere la perduta città di Spina, una delle Città del Diluvio; scopriranno inoltre il relitto della Gogamagoga, apparsa nel Tesoro del Bigatto. Ibn-el-Gwasi ritorna, con un nome leggermente cambiato, nel successivo La vergine napoletana, in cui la dimensione storico-realistica è più accentuata.

## Edizioni
- Giuseppe Pederiali, La Compagnia della Selva Bella, Milano, Bompiani, 1983.
- Giuseppe Pederiali, La compagnia della Selva Bella, Milano, Rizzoli, 1992, ISBN 88-17-13807-X.
- Giuseppe Pederiali, La compagnia della Selva Bella, Milano, Bruno Mondadori, 2001, ISBN 88-424-0198-6.
- Giuseppe Pederiali, La compagnia della Selva Bella, Bologna, Kappalab, 2021, ISBN 9788885457379.